# النا هاور
النا هاور (انگلیسی: Elena Hauer؛ زادهٔ ۱۳ فوریهٔ ۱۹۸۶) بازیکن فوتبال اهل آلمان است.
از باشگاه‌هایی که در او آن بازی کرده‌، می‌توان به باشگاه فوتبال اس‌جی‌اس اسن و باشگاه فوتبال اف‌سی‌آر ۲۰۰۱ دویسبورگ اشاره کرد.
هاور همچنین در تیم‌های ملی فوتبال Germany women's national youth football team#Germany women's national under-17 squad و Germany women's national youth football team#Germany women's national under-19 squad بازی کرده‌است.